# Język baramu
Język baramu – język papuaski używany w Prowincji Zachodniej w Papui-Nowej Gwinei. Według danych z 2000 roku posługuje się nim 850 osób.
Jego użytkownicy zamieszkują wsie: Baramura, Tapila, Tirio, Tirio 2. Jest używany przez wszystkich członków społeczności, w różnych domenach użytkowania. W powszechnym użyciu jest także język angielski.
Jest zapisywany alfabetem łacińskim.